# Parc provincial de la Vallée-de-la-Pembina
Le parc provincial de la Vallée-de-la-Pembina (anglais : Pembina Valley Provincial Park) est un parc provincial du Manitoba situé dans la municipalité rurale de Pembina (en).

## Histoire
En 2015, la superficie du parc a passé de 182 ha à 672 ha à la suite de l'acquisition de 228 ha de terres privées par la province et au transfert de 262 ha de la zone de gestion de la faune de la vallée de la Pembina.